# Катахреза
Катахре́за (катахрезис, от др.-греч. κατάχρησις — «злоупотребление») — троп или стилистическая ошибка, неправильное или необычное употребление сочетаний слов с несовместимыми буквальными лексическими значениями.
В катахрезе имеет место соединение слов в переносном смысле вопреки несовместимости их буквальных значений, так что в буквальном смысле имеет место логическая несогласованность, сочетание противоречивых (логически несовместимых) понятий. Причиной противоречия является необычное соединение слов в переносном значении либо одновременное употребление слова в прямом и переносном значении. Частным случаем может считаться употребление слова не в соответствии с этимологическим его значением.
Катахреза — древнегреческий по происхождению термин. В латинской риторике употреблялось слово abusio.
Катахрезы возникают в процессе семантического развития языка, его номинативных средств. Вначале они могут восприниматься как случаи неправильного словоупотребления. Впоследствии, конечно, под понятие катахрезы эти случаи можно подвести только при расширительном его толковании. Говорить о катахрезе в строгом смысле можно лишь в тех случаях, относительно слова, употребляемого в переносном смысле, где ещё сохраняется память о его прямом смысле. Катахрезой такого рода считается всякое употребление слова, при котором забывается его этимологическое значение, например, в случае выражения красные чернила перестаёт осознаваться внутренняя форма слова чернила, его связь со словом чёрный. Другие примеры: цветное бельё, стрелять из ружья (стрелять из пушки), электрическая конка, путешествовать по морю, подошва горы. В работах античных теоретиков риторики (например, у Квинтилиана) это называлось необходимой катахрезой (лат. abusio necessaria) — «когда на не имеющее своего наименования переносится наименование ближайшее».

## Примеры
Примерами катахрез, относительно которых сохраняется память о нарушении смысла, являются те, которые создаются преднамеренно в расчёте на экспрессивный эффект. К их числу относятся многие фразеологизмы: самоварное золото, когда рак свистнет, есть глазами, зелёный шум.
На эффекте катахрезы основаны многие загадки, например, про смородину: «Она белая? Нет, она чёрная. Почему же она красная? Потому что „зелёная“».
Катахреза используется и в литературе:

В бездействии ночном живей горят во мне

Змеи сердечной угрызенья
— А. С. Пушкин. Воспоминание
В повести Стругацких «Стажёры» Юрковский, намекая на то, что храбрость и разумность несовместимы, произносит: «Разумная храбрость — это катахреза».
При этом катахреза может быть не предусмотрена автором, например: «С другой стороны сидел, облокотивши на руку свою широкую, с смелыми чертами и блестящими глазами голову, граф Остерман-Толстой…» (Лев Толстой. Война и мир).
Неосознанная говорящим или пишущим катахреза становится тропом, стилистической ошибкой, дефектом речи. В этом случае логическая несовместимость соединяемых образов создаёт обычно не предусмотренный автором комический эффект: «правое крыло фракции разбилось на несколько ручейков», «пусть акулы империализма не протягивают к нам свои лапы», «пахать как раб на галере».